# Heilig-Hartkerk (Grimbergen)

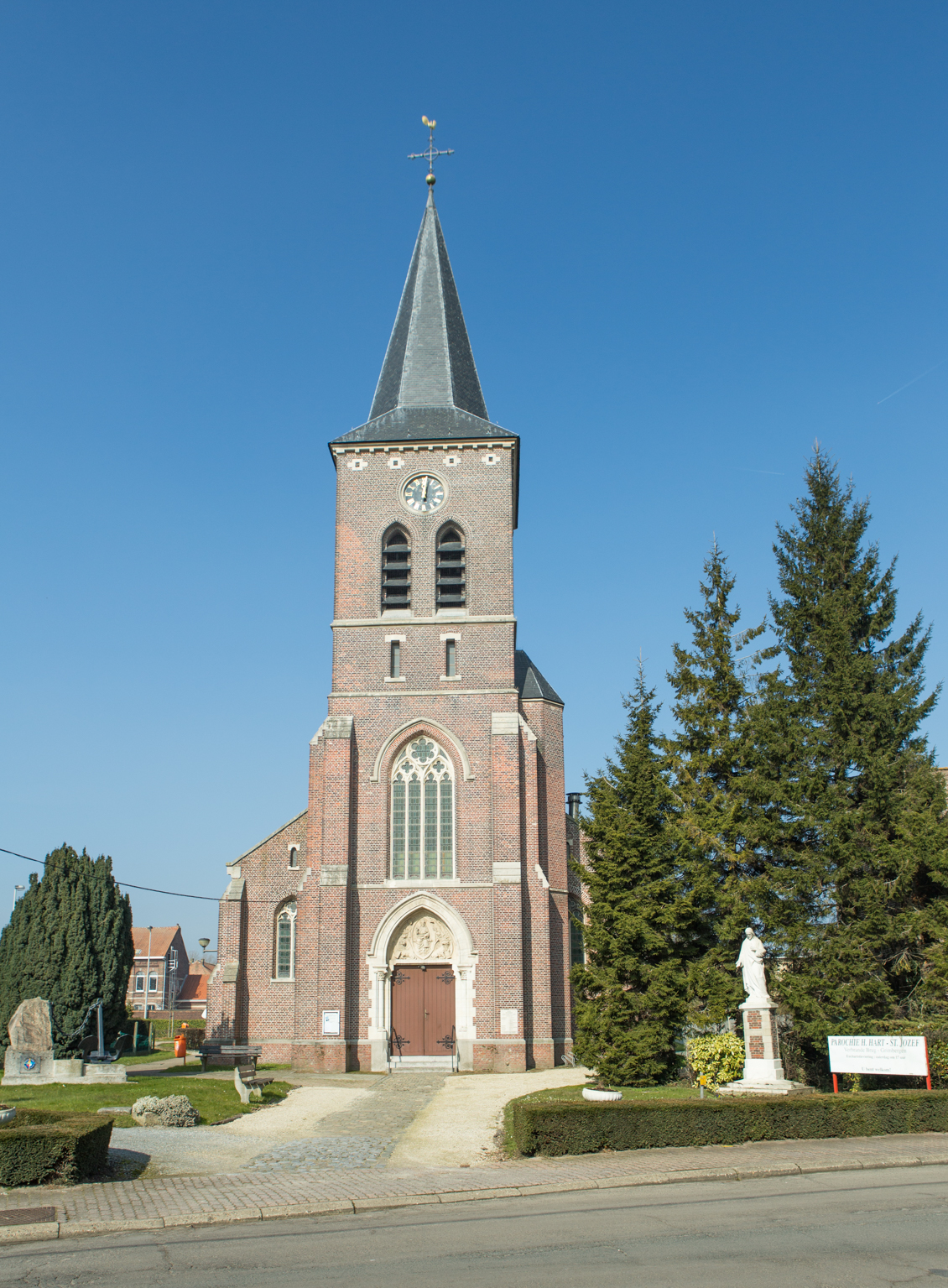
Heilig-Hartkerk

De Heilig-Hartkerk is de parochiekerk van de tot de Vlaams-Brabantse gemeente Grimbergen behorende plaats Verbrande Brug, gelegen aan de Verbrande Brugsesteenweg 167.
Naast de kerk ligt het Kerkhof van Verbrande Brug.

## Geschiedenis
Vanwege de industrialisatie aan de Willebroekse Vaart nam ook de bevolking toe van het gehucht Heienbeek, de voorloper van Verbrande Brug. In 1873 werd er daarom een zelfstandige parochie gesticht. Naar ontwerp van Gustave Hansotte werd een pastorie en een voorlopige kerk gebouwd. In 1887 werd een definitieve kerk gebouwd, eveneens naar ontwerp van Hansotte.
Tijdens de Eerste Wereldoorlog werd de toren vernield. In 1923 werd de kerk hersteld. Vanaf 1986 vond een restauratiecampagne plaats.

## Gebouw
Deze naar het noordwesten georiënteerde kerk is in neogotische stijl en in baksteen gebouwd. Het is een kruisbasiliek met een driezijdig afgesloten koor. De halfingebouwde toren heeft vier geledingen en een achtkante ingesnoerde naaldspits.

## Interieur
Het kerkinterieur is voornamelijk neogotisch en stamt uit de tijd van de bouw.